# Гъбите в България (монография)
Гъбите в България е многотомна монография обобщаваща знанията за гъбите в България съставяна от Института по ботаника при БАН, а след преструктурирането на академията — от Института по биоразнообразие и екосистемни изследвания (ИБЕИ). Предвижда се поредицата да включва около 20 тома, всеки от които да съдържа информация за един или повече разреда гъби. Всеки том съдържа обща част описваща общите характеристики на изследваната група гъби и специална част съдържаща определителни таблици на видовете и кратка информация за тях. От III том насетне книгите включват и кратък превод на английски език съдържащ определителните таблици и сбита информация за видовете, а IX том е изцяло на английски език.

## Томове
- Том 1. Виолета Факирова. Разред Erysiphales. 1991, 154 с.
- Том 2. С. Ванев, Е. Димитрова, Е. Илиева. Разред Peronosporales. 1993, 196 с. ISBN 954-430-227-1
- Том 3. С. Ванев, Е. Самева, Г. Бакалова. Разред Sphaeropsidales, Част 1 – Анаморфи със септирани конидии. 1997, 336 с. ISBN 954-430-395-2, ISBN 954-642-026-3
- Том 4. Цветомир Денчев. Клас Ustomycetes (разреди Tilletiales, Ustinaginales и Graphiolales). 2001, 287 с. ISBN 954-430-755-9, ISBN 954-642-110-3
- Том 5. Ганка Бакалова. Екатерина Самева. Меланкониални гъби / Melanconiales. 2012, 176 с. ISBN 978-954-9746-25-9
- Том 6. Евтимия Димитрова. Разред Helotiales, Част 1. 2010, 242 с. ISBN 978-954-9746-15-0
- Том 7. Ганка Бакалова. Цветанка Борисова. Церкоспоридни хифомицетни гъби / Cercosporoid hyphomysetous fungi. 2010, 259 с. ISBN 978-954-9746-16-7
- Том 8. Димитър Стойков. Разред Diaporthales. 2012, 319 с. ISBN 978-954-9746-17-4
- Том 9. Adriana Atanassova, Helmut Mayrhofer. Physciaceae, Part 1 – Foliose Genera. 2012, 112 с. ISBN 978-954-9746-24-2

## Финансиране
Според правилника на ИБЕИ, научните дейности могат да се финансират от бюджета на БАН, от бюджета на ИБЕИ, от държавни институции и от организации, фондации, фирми и др. В предговорите на томове III и IV се посочва, че част от финансирането на научната дейност свързана с монографията е осигурено от Фонд „Научни изследвания“ (ФНИ) на МОН. Според годишния отчет на ИБЕИ, от ФНИ са одобрени два проекта свързани с монографията:
- Проект Монографска поредица „Гъбите в България“, т. 5 за периода 2011–2012 г. на стойност 1 917 лв.
- Проект Монографска поредица „Гъбите в България“ – таксономия, разпространение и стопанско значение на церкоспороидни гъби, торбести гъби, ръжди и лихенизирани гъби за периода 2008–2012 г. на стойност 117 000 лв.